# Glock 21
Pour les articles homonymes, voir Glock (homonymie) et G21.
Le Glock 21 est la version en .45 ACP du Glock 20 présentée en 1990 et produite depuis 1991.

## Identification
L'arme est de couleur noire mate. Le G21 possède des rayures de maintien placées à l'avant et à l'arrière de la crosse, un pontet rectangulaire se terminant en pointe sur sa partie basse et à l'avant, hausse et mire fixe. On trouve le marquage du modèle à l'avant gauche du canon. Les rainures sur la crosse ainsi que les différents rails en dessous du canon pour y positionner une lampe n'apparaissent que depuis la deuxième génération. Sur la quatrième génération, on note l'apparition d'un rail au standard "Picatinny" cranté sur toute la longueur et d'un bouton de déverrouillage du chargeur ambidextre. Le G21C a un canon compensé tandis que le G21SF possède une carcasse amincie.

## Variantes
Outre le G21C, ce pistolet a donné naissance à une version subcompacte, le Glock 30 et une version plate, le 36.

## Diffusion
Le Glock 21 arme de nombreux policiers américains dont les  troupiers de la Police de l’État de l'Arkansas ou les officiers de l'Austin Police Department ou du Los Angeles Police Department. Il a été choisi par le bureau du shérif du comté de San Bernardino mais aussi par les agents du Bureau fédéral d'investigations n'ayant pas choisi le Glock 22. Il équipe aussi les forces spéciales de l'armée brésilienne et de la police grecque.
En Amérique du Nord, il est concurrencé sur le marché de la défense personnelle par le Colt 1911A1 (et ses clones) mais surtout par les versions en .45 ACP des Springfield XD et le Smith & Wesson M&P45 ; ces deux derniers modèles utilisant aussi une carcasse en polymère.

## Sources
Cette notice est issue de la lecture des revues spécialisées et monographies de langue française suivantes :
- Cibles (Fr)
- AMI/ArMI/Fire (Be)
- Gazette des armes (Fr)
- Action Guns (Fr)
- Raids (Fr)
- R. Caranta, Pistolets et Revolvers d'aujourd'hui, Crépin-Leblond, 5 tomes, 1998-2009.
- R. Caranta, Glock. Un Monde technologique nouveau, Crépin-Leblond, 2005.
- D. Casanova, Les Pistolets Glock, Crépin-Leblond, 2018.